# Страшні монстри (Цілком таємно)
Страшні монстри (англ. Scary Monsters) — 14-й епізод дев'ятого сезону серіалу «Цілком таємно». Епізод не належить до «міфології серіалу» — це монстр тижня. Прем'єра в мережі «Фокс» відбулася 14 квітня 2002 року.
У США серія отримала рейтинг Нільсена, рівний 5.1, це означає — в день виходу її подивилися 8.2 мільйона глядачів.

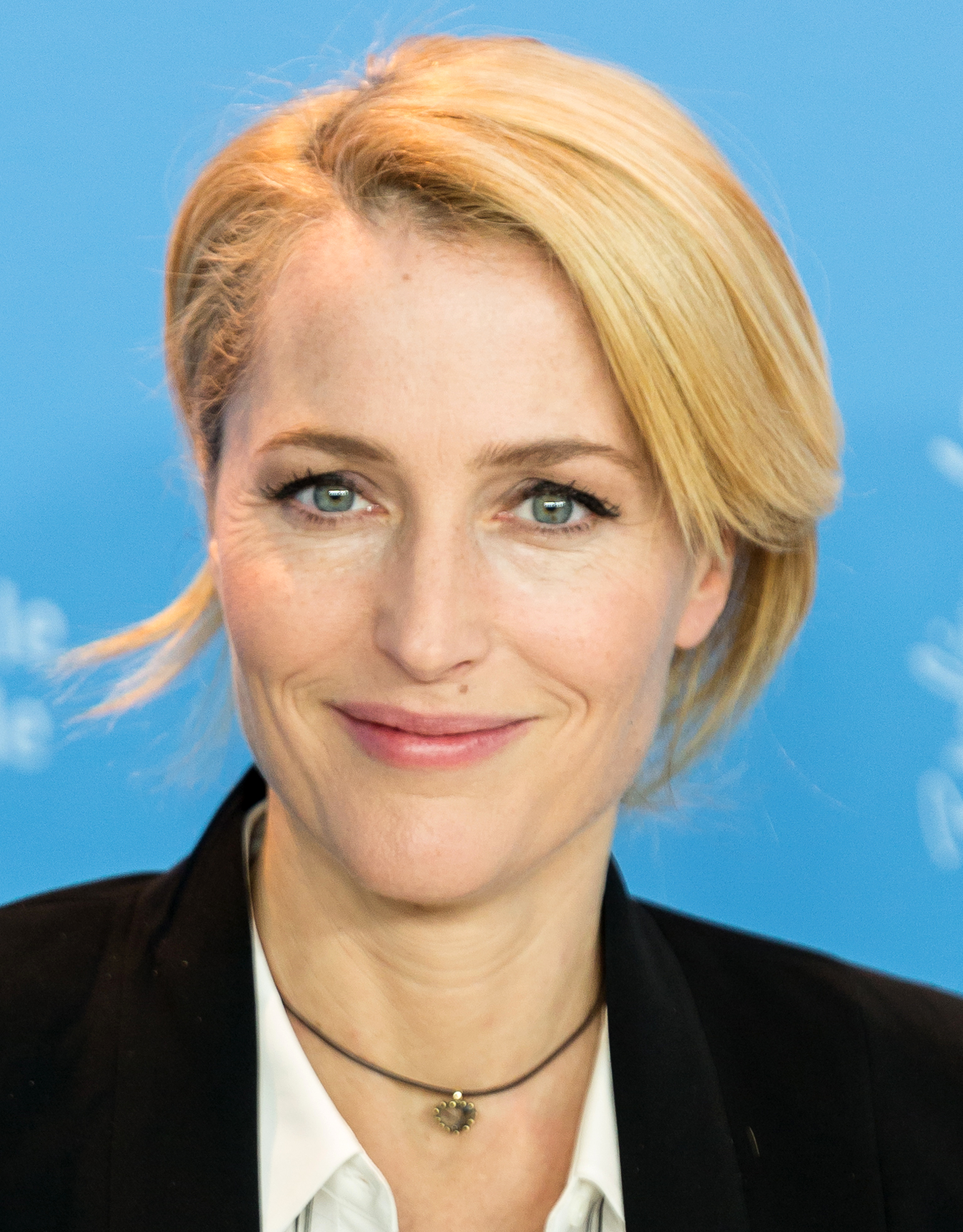

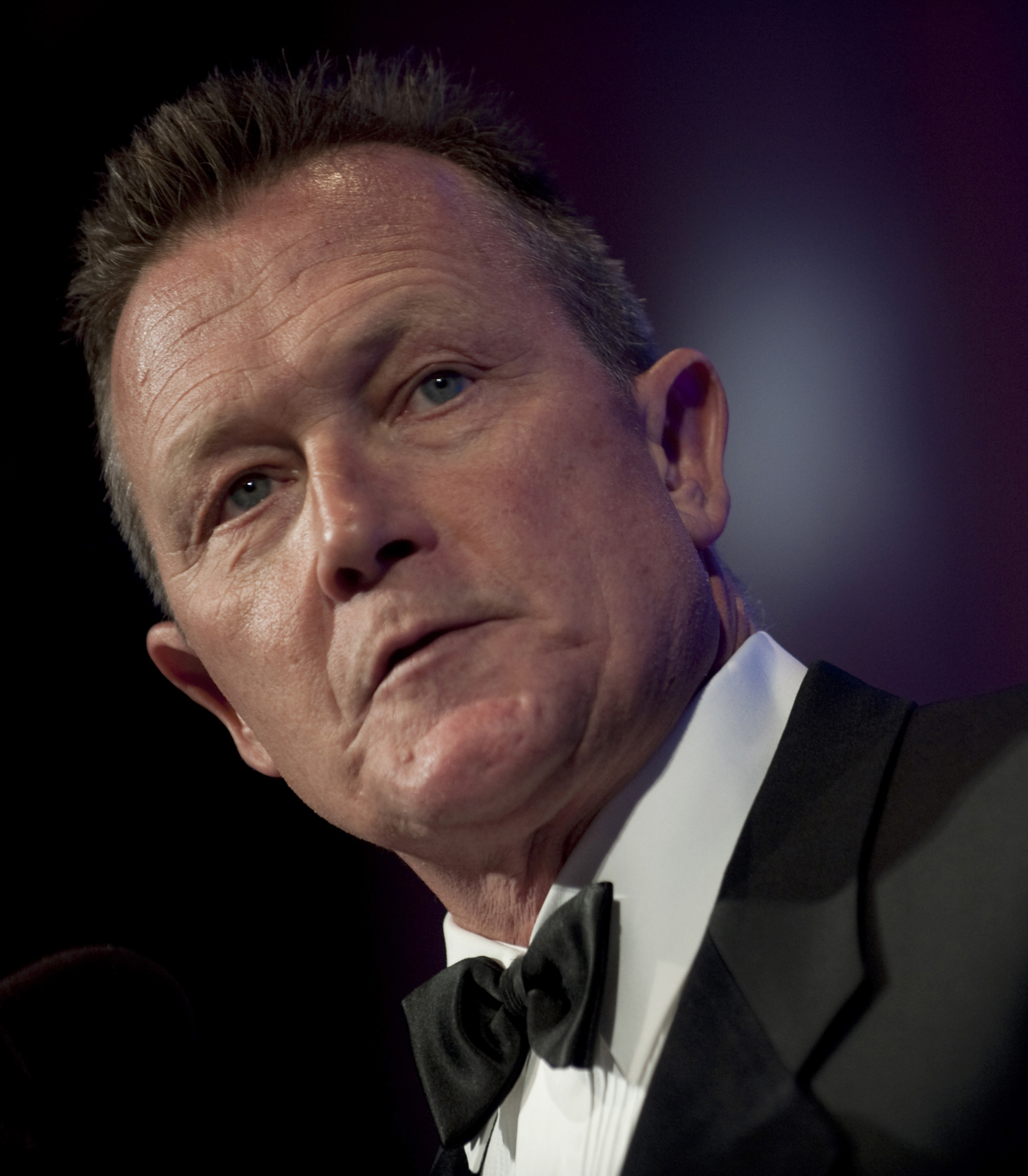

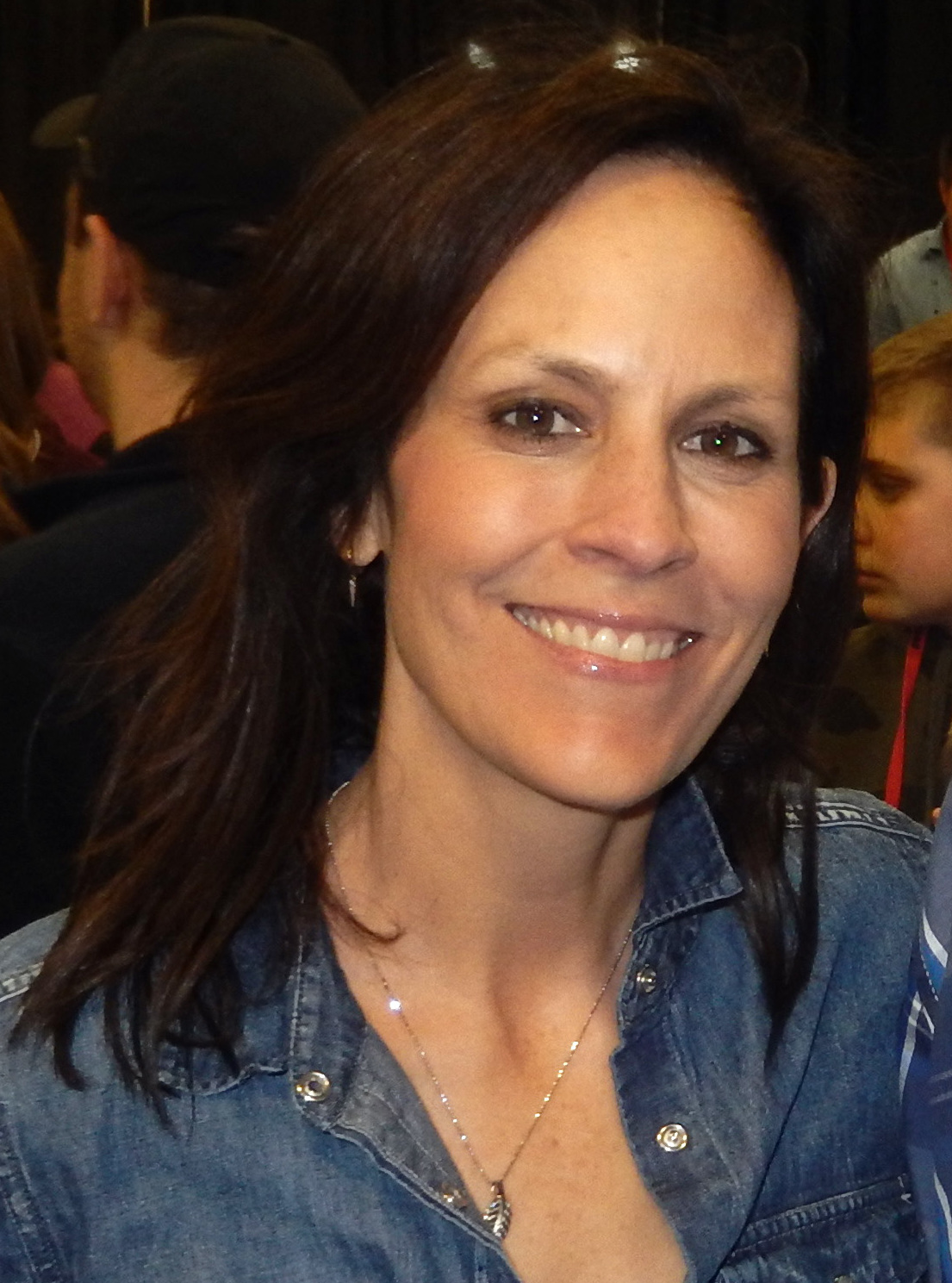

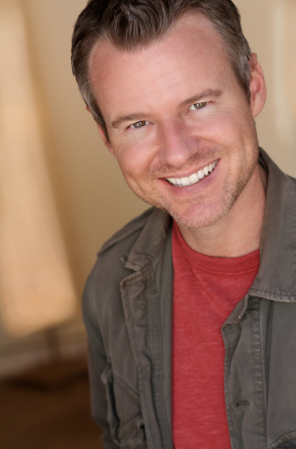

Агент Лейла Гаррісон бере Рейєс і Доггетта в подорож у гори після того, як жінка вдарила себе ножем шістнадцять разів, і її овдовілий чоловік перестав дозволяти кому-небудь бачити їхнього сина. Незабаром усі троє виявляють, що уява хлопчика породжує живих жукоподібних істот-убивць.

## Зміст
Істина поза межами досяжного
В своїй кімнаті у Фейргоупі (штат Пенсільванія) Томмі Конлон вважає, що бачить монстра, котрий відбивається у дзеркалі. Він кличе батька, Джеффрі Конлона, який дивиться під ліжко і бачить повзаючу істоту, схожу на клопа. Він каже неправду своєму синові, що нічого не бачить, і говорить Томмі, щоб він знову заснув та не фантазував. Томмі знову бачить істоту і кличе тата; Джеффрі тримає двері зачиненими, а Томмі стукає у них.
Тим часом агент Лейла Гаррісон (яка знову працює в бухгалтерії ФБР) розповідає Дейні Скаллі про жінку, яка неодноразово вдарила себе ножем. Гаррісон наполягає на тому, що ця справа є «файлами X» і жінку вбили монстри, яких бачив її син Томмі. Вона також вважає, що монстр вбив сімейного кота Спанкі. Скаллі відкидає претензії Гаррісон, тому Лейла підманює Джона Доггетта і Моніку Рейєс розпочати розслідування.
Доггетт, Рейєс і Гаррісон прибувають до помешкання Конлона у Фергоупі. Агенти розмовляють з Джеффрі Конлоном й Томмі і роблять висновок, що щось таки відбувається. Незабаром вони виявляють, що їхня машина не заводиться. Томмі каже батькові — чудовиська їх не відпустять. В салон з мотора бризкає щось схоже на кров — ніби забило якусь тварину.
Дейла повертається у свою квартиру, її відвідує Гейб Роттер, товариш Гаррісон. Він приносить Скаллі труп кота Спанкі. Скаллі робить спеціальний розтин і робить висновок, що кіт роздряпав живіт, ніби намагаючись щось витягти. Вона також виявляє порожнину, де, здається, щось жило всередині кота.
Доггетт, Рейєс і Гаррісон розташовуються в будинку Конлонів і незабаром стають свідками появи монстрів: великих істот, схожих на лусочниць, які не гинуть та розмножуються, коли стріляє Доггетт. Попереджений Скаллі, прибуває місцевий шериф до Конлонів, але починається бійка. Шериф дістає пістолет, і Доггетт вдаряє його кулаком, але рука Джона повністю пронизує живіт чоловіка. Під час розслідування Рейєс не змогла знайти жодних внутрішніх органів у тілі шерифа. Томмі показує Рейєс картинки, які він малював. Серед них шериф із пістолетом, комахи та Моніка із комахою, яка виривається з її тіла. Рейєс запитує Томмі, чому він уявляв собі такі речі, і хлопчик відповідає, тому що він дуже наляканий. У Доггетта виникає запитання — чому монстри не вбивають батька Томмі.
Скаллі і Роттер прибувають до поліційного відділку і розмовляють із тим самим щерифом. Несподівано тіло шерифа в будинку зникає, і Рейєс корчиться від болю. Доггетт і Гаррісон підтягують її сорочку, щоб виявити рух у животі Рейєс, ніби щось намагається вибратися. Потім у Гаррісон починає текти кров з очей. Доггетт підходить до Томмі, наказує йому зупинитися і йде за ним по коридору, коли той не зупиняється. Доггетт йде за Томмі в кімнату, але стрімко падає в чорну прірву, де на нього нападають комахи. Однак через скептицизм Доггетта йому вдається побороти ілюзію. Оскільки він не вірить, що монстри справжні, комахи перестають бути реальними. Доггетт пояснює Джеффрі, що всі істоти є уявними і створені уявою Томмі. Сюди входять жучки, «шериф», у якого не було органів, а також хвороби Рейєс та Гаррісон. Джеффрі намагався видалити комах, вважаючи, що вони справжні.
Доггетт обманює і переконує Томмі, вдаючи, що підпалив будинок. Він виливає газовий балончик, наповнений водою, на підлогу та меблі, ніби це бензин. Тому що Томмі вірить, ніби це насправді, коли Доггетт запалює сірник, він бачить стіну вогню, яка оточує його у вітальні. Томмі втрачає свідомість від страху. Прибувають Скаллі з Роттером і застають агентів живими.
Томмі потрапляє в психіатричне відділення, де його уяву пригнічують переглядом стіни телевізійних екранів.
Нас врятувала ваша бідна уява

## Зйомки
«Страшні монстри» написав Томас Шнауз, який раніше написав епізод дев'ятого сезону «Повелитель мух». Режисером фільму став Дуайт Літтл, його перша і єдина режисерська заслуга в серіалі. Шнауз пояснив, що до того, як епізоду надали зелене світло, сценаристам потрібно було якомога швидше розробити сценарій, але Шнауз придумав лише тизер. Коли він пішов розповісти про це, у нього навіть була «цілком інша історія, яка не працювала». Його колега Вінс Гілліган запропонував Шнаузу зробити дитину причиною всіх проблем епізоду. Однак автори не хотіли, щоб історія переросла в "«територію, за словами Гіллігана (посилання на епізод „Сутінкової зони“ 1961 року під назвою „Це гарне життя“, в якому дитина-монстр може керувати світом». Коли сценаристи почали складати сценарій, вони почали створювати сценарій, як керувати світом. І зрозуміли, що їм потрібен лиходій, і єдиний персонаж, який міг би зіграти цю роль, був би Томмі.
В оригінальній історії Шнауза Доггетт і Рейєс розслідували справу з новим агентом. Виконавчий продюсер Френк Спотніц запропонував Шнаузу, щоб новим агентом ФБР стала Лейла Гаррісон, яку зіграла Джолі Дженкінс. Гаррісон, яка вперше з'явилася в епізоді восьмого сезону «Один», написаного Спотніцем, була задумана та названа в пам'ять померлого інтернет-шанувальниці «Секретних матеріалів» і плідної письменниці однойменного фанфіка — що померла від раку 10 лютого 2001 року. Персонаж Дженкінса, за словами Спотніца, викликав «Клінта (Іствуда)» у персонажі Роберта Патріка Джона Доггетта а її виступ Спотніц назвав «майже досконалістю» під час аудіокоментаря для «Alone». Ближче до кінця «Страшних монстрів» Лейла та Гейб Роттер повинні були вийти за межі екрану, тримаючись за руки, що спонукало режисера серіалу Кіма Меннерса сардонічно запитати: «Коли це перетворилося на біса Родинку Брейді»? Послідовність згодом була вирізана.
Співробітники сценарію використовували персонажа Лейли, щоб прокоментувати стан серіалу, і, особливо, членів аудиторії, які віддали перевагу Фоксу Малдеру над Доггеттом. Через великі знання Гаррісон про «Секретні матеріали», серія містить кілька посилань на попередні епізоди. Гаррісон на початку припускає, що Доггетт і Рейєс, можливо, мають справу з людиною, здатною спрямовувати електрику, посилання на епізод третього сезону «Д. П. О.» Доггетт пізніше припускає, що вони троє можуть відчувати якусь галюцинацію, і наводить події в епізоді шостого сезону «Польова поїздка» як приклад. Нарешті, коли Томмі показує Рейєс свій малюнок, він каже їй: «Я зробив це», можливе посилання на слоган в кінці кожного «Ten Thirteen Production»
Під час зйомок епізоду «Секретні матеріали» було скасовано мережею «Fox», а це означає, що серіал не продовжать на десятий сезон. Роберт Патрік пояснив, що творець серіалу Кріс Картер спостерігав за тим, як він знімав сцену — вчинок, якого він нібито не робив відтоді, як Патрік був найнятий у 2000 році — а потім повідомив йому про новини. Патрік зазначив, що нове шоу «Фокс» «24» активно просувається замість «Секретних матеріалів», що, на його думку, було схоже на те, що «Фокс покинув „Цілком таємно“».

## Показ і відгуки
«Страшні монстри» вперше вийшли в ефір у США на каналі «Fox» 14 квітня 2002 року, а у Великій Британії на BBC Two 16 лютого 2003 року. Початкову трансляцію епізоду переглянули приблизно 5,4 мільйона та 8,2 мільйона глядачів «Страшні монстри» отримали рейтинг Нільсена 5,1 — його бачили 5,1 % домогосподарств країни.
Епізод отримав змішані або позитивні відгуки телекритиків. Джессіка Морган з «Телебачення без жалю» поставила епізоду оцінку «C–». Роберт Ширман і Ларс Пірсон у книзі «Хочемо вірити: критичний посібник з Цілком таємно, Мілленіуму і Самотніх стрільців» оцінили епізод в 4 зірки з п'яти. Їм сподобався сценарій Шнауза, назвавши його «кращим за більшість» епізодів дев'ятого сезону, і відзначили, що він написав його «з темпом і розумом». Однак вони відзначили, що самопосилання в записі «наче кепкують… над аудиторією, якій все ще залишається скаржитися». Незважаючи на це, Ширман і Пірсон також позитивно розкритикували кілька зіставлень в епізоді, наприклад, сцену, в якій Скаллі проводить розтин кота, одягнена в кухонний фартух, на якому написано, що «щось гарно пахне», назвавши їх «найсмішнішими в сезоні». М. А. Кренг у своїй книзі «Заперечуючи правду: перегляд „Секретних матеріалів“ після 11 вересня» назвав цей епізод «суцільним маленьким записом», сказавши, що це «приємна розмова про ізоляційні історії, які завжди були в серіалі. І зроблено це ефективно».

## Знімалися
| Актор             | Роль           |
| ----------------- | -------------- |
| Роберт Патрік     | Джон Доггетт   |
| Джилліан Андерсон | Дейна Скаллі   |
| Аннабет Гіш       | Моніка Рейєс   |
| Джолі Дженкінс    | Лейла Гаррісон |
| Браян Пот         | Габе Роттер    |
| Скотт Полін       | Джефрі Конлон  |
| Гевін Фінк        | Томмі Конлон   |
| Стів Раян         | Джек Куган     |